# Сельскохозяйственная школа
Сельскохозяйственная школа — учебные заведения, готовившее руководителей для сельскохозяйственного производства.

## Определение
Энциклопедический словарь Брокгауза и Ефрона определяет сельскохозяйственные школы как школы, снабжающие сельскохозяйственное производство сведущими и сознательными руководителями. Специальные школы требовались для развития сельского хозяйства культурных стран в связи крайней сложностью объектов, которыми оперирует сельское хозяйство, и зависимостью производства от множества факторов — климата, почвы и т. п. Специальные школы значительно ускоряют прогресс сельского хозяйства страны, особенно в тех странах, в которых сельскохозяйственное производство находится в руках крестьянства. 

## Уровень сельскохозяйственных школ
Сельскохозяйственные школы, будучи доступные для широких масс, наряду с учреждениями для внешкольного распространения знаний, различались по научной подготовке:
- высшие сельскохозяйственные школы (готовили лиц, научно разрабатывающих вопросы сельского хозяйства, руководящих мероприятиями правительства и различных учреждений в области сельского хозяйства, управляющих крупными сельскохозяйственными предприятиями и т. п. Подготовка шла по естественным и общественным наукам, агрономии. В одних высших сельскохозяйственных школах изучались только специальные науки, а основные предметы предварительно изучались в другом месте; в других — специальные и основные науки. Часто высшая сельскохозяйственная школа составляла лишь отделение университета или политехнического института, и изучающие сельское хозяйство слушали лекции по основным наукам вместе с лицами, изучающими другие специальности);
- средние сельскохозяйственные школы (готовили управляющих менее значительными имениями и служащих на менее ответственных постах. Обычно принимались воспитанники, окончившие курс элементарной школы, которые здесь получали специальное образование и завершали своё общее образование);
- низшие сельскохозяйственные школы (готовили низший служащий персонал для крупных имений, а крестьянским детям давало возможность продолжать отцовское хозяйство на рациональных началах. Уровень распространения специальных знаний среди крестьянского населения зависел от культурных условий среды. На низком культурном уровне крестьянства, когда крестьянское хозяйство носит рутинный характер, низшая сельскохозяйственная школа сообщает специальные знания, повышает общий уровень развития учащихся и даёт им возможность в специально созданном для этой цели хозяйстве наблюдать приёмы улучшенного хозяйства. На много лет учащиеся оторваны из деревенской среды, и по окончании её воспитанники предпочитают идти на службу в крупные хозяйства, чем возвращаться в тяжелые условия жизни деревни. В таких условиях сельскохозяйственная школа не может помочь крестьянству. На высоком культурном уровне низшая сельскохозяйственная школа может отказаться от пополнения общего образования воспитанников; ослабляется и потребность в специальном хозяйстве, так как воспитанники и без него могут наблюдать изучаемые явления жизни. Курс учения делается непродолжительным, и она не отрывает учащегося от среды. Подобный тип школ, зимние школы сельского хозяйства и дополнительные классы, были распространены в Германии и Австрии).
- более низкого типа сельскохозяйственные школы (готовили нетребовательных сельскохозяйственных рабочих (скотников, садовых рабочих и других). Однако, считалось, что задача специальной школы развивать мышление воспитанников, а рационально поставленные крупные хозяйства сами способны создавать себе контингент обученных рабочих[1].

## Типы сельскохозяйственных школ
Сельскохозяйственные школы различались на:
- общие (давали воспитанникам понятие об общих основах сельского хозяйства, обучали полеводству и скотоводству);
- и специальные (изучали огородничество, садоводство, виноградарство, молочное хозяйство и т. п. второстепенные отрасли сельского хозяйства).

Школы лесоводства — школы, стоящей в близкой связи с сельским хозяйством, но имеющей некоторые своеобразные особенности, и обычно не включались в общую систему сельскохозяйственного образования.
В женских сельскохозяйственных школах изучали домоводство и различные специальные отрасли сельского хозяйства для женщин. В связи с крайним разнообразием культурных, экономических и естественноисторических условий, типы сельскохозяйственных школы чрезвычайно разнообразны. Каждая сельскохозяйственная школа стремилась дать своим воспитанникам законченное образование и не являлось лишь ступенью для подготовки к школе высшего типа.

## Сельскохозяйственная школа в Германии
В Германии преподавание сельского хозяйства в университетах было положено ещё в 1727 году, когда прусский король Фридрих Вильгельм I учредил кафедру экономии в Галле. В течение XVIII столетия подобные кафедры создались почти во всех университетах. Сельское хозяйство составляло составную часть лекций экономии. Слушали лекции, главным образом, будущие чиновники. Толчок сельскохозяйственного образования дал своей научно-педагогической деятельностью Альбрехт Тэер, который считал, что «не мертвые книги, но жизнь, действительность и могучая сила наглядности» обуславливают успех в обучении сельскому хозяйству. Наука должна преподаваться среди сельскохозяйственного производства, в соответствующим образом организованном крупном имении. На этих основаниях он создал первую Сельскохозяйственную Академию Мёглин в 1806 году. Вскоре под руководством выдающихся ученых создался целый ряд подобных учреждений — в Гогенгейме, Шлейсгейме, Таранте, Регенвальде, Эльдене, Проскау, Поппельсдорфе, Вильдау. Академии оказывали научные разработки для сельского хозяйства, развивали крупные хозяйства Германии. Академии имели слишком узкие специализации, предметам в основе агрономии не были уделены всестороннее внимание. В связи с этим немецкие агрономы в середине XIX столетия не  оценили научные открытия Либиха и Шлейдена. В 1860-х годах большинство этих академий было закрыто, изучение сельского хозяйства перешло в университеты. Начало этому положил Юлиус Кюн, занявший в 1862 году кафедру сельского хозяйства в Галле. Изучающие сельское хозяйство слушали все основные естественные и общественные науки совместно с другими студентами. Благодаря этому основные науки проходили более всесторонне, чем прежде в академиях. Для изучения сельского хозяйства при университете был создан сельскохозяйственный институт — комплекс учреждений, делающий обучение практичным и наглядным. Подобные сельскохозяйственные институты были основаны, по примеру Галле, при университетах в Лейпциге, Гиссене, Геттингене, Кенигсберге, Киле, Бреславле и Гейдельберге. Названные институты являлись главными центрами сельскохозяйственной науки в Германии. Из сельскохозяйственных отделений при политехнических институтах долгое время сохранилась лишь при мюнхенском университете.
Как самостоятельное учебное заведение существовала Сельскохозяйственная высшая школа в Берлине. При первоначальной организации сельскохозяйственных школ им придавали в Германии узкопрактический характер, затем теоретической стороны преподавания, которая постепенно и была выдвинута на первый план. К 1900-му году в Германии существовало 22 средних сельскохозяйственных школ (Landwirtschaftschulen). Эти школы, предназначенные для детей землевладельцев, дают законченное образование как по общим, так и по специальным предметам. В трех случаях сельскохозяйственная школа связана с реальной гимназией таким образом, что имеет с ней общими низшие классы.
Немецкие низшие земледельческие школы (Ackerbauschulen) были разнообразны по своему типу. Курс учения в них продолжался 1,5—2 года. Воспитанники принимались в возрасте от 14 до 18 лет. В курс учения входили специальные предметы и общие. В 1900 году таких школ было в Германии 51, из которых 7 состояли при средних школах. Большое значение в общей системе сельскохозяйственного образования в Германии приобретали более дешевые и более приспособленные к потребностям крестьянства типы низших школ: 
- Сельскохозяйственные зимние школы (Landwirtschaftliche Winterschulen) были организованы в 1860-х годах. Основываясь на знаниях, уже приобретенных в элементарной школе, зимняя школа стремилась дать теоретические знания в области сельского хозяйства. Курс продолжался две зимы, курс каждого года являлся законченным. Не отрывая крестьянских детей летом от работы, эти школы были для них особенно удобными. В 1898—1899 годах их было 193. Зимние школы являлись учреждениями самостоятельными, имеющими специальный штат преподавателей, который обычно в летнее время исполнял должность странствующих учителей сельского хозяйства.
- Сельскохозяйственные или сельские дополнительные школы (Landwirtschaftliche oder ländliche Fortbildungsschulen) углубляли пройденное в школе и «по возможности расширяли познания, обращая особенное внимание на сельские промыслы и на сельское хозяйство». Преподавателями в этих школах являлись: школьный учитель, священник и кто-либо из местных землевладельцев. Занятия происходили только зимой и продолжались 4—8 часов в неделю. Эти школы систематического сельскохозяйственного образования не давали, но содействовали популяризации сельскохозяйственных знаний. Число дополнительных школ в 1898—1899 годах было в Пруссии 1041, в Баварии 441. Школы давали общее сельскохозяйственное образование, и в них преподавалась та или иная специальная отрасль сельского хозяйства. В 1898—1899 годах их насчитывалось 297, из которых 63 школы домоводства и молочного хозяйства были предназначены специально для женщин. Особенно много имелось школ огородничества и плодоводства и школ ковки лошадей; встречались школы луговодства, сельскохозяйственных технических производств, пчеловодства и т. п[1].

В 1893 году в Пруссии низшие школы различных типов имели учащихся:
| Сельскохозяйственные низшие школы    | 1142 |
| Зимние сельскохозяйственные школы    | 3255 |
| Школы луговодства                    | 240  |
| »Школы плодоводства и огородничества | 1571 |
| »Школы молочного хозяйства           | 263  |
| »Школы домоводства                   | 204  |
| »Школы ковки лошадей                 | 647  |
| »Школы пчеловодства                  | 40   |
| Дополнительные школы                 | 2094 |
| Всего                                | 9456 |

Сельскохозяйственные общие школы занимали последнее место по числу учащихся; в них обучалось лишь 12% всех воспитанников. Помимо специальной школ, распространению сельскохозяйственных знаний в народе служил институт странствующих учителей, организующих вместе с тем демонстративные опыты.

## Сельскохозяйственная школа во Франции
Высшим сельскохозяйственным учебным заведением во Франции являлся Национальный агрономический институт в Париже. Курс обучения продолжался в нем два года. Кроме специальных предметов читались и основные.
Среднее сельскохозяйственное образование во Франции давали 5 школ (3 общих и 2 специальных). При школах имелись хозяйства. Курс продолжался 2,5 года и носил теоретический и практический характер. Ученики, помимо слушания лекций, работали в лабораториях и в хозяйстве.
Низшими сельскохозяйственными школами являлись практические школы земледелия (écoles pratiques d’agriculture) в количестве 44. Все они принадлежали департаментам, округам и частным лицам, пользовались помощью правительства. Они были связаны с хозяйством и были рассчитаны для детей класса мелких хозяев. Обучение носило теоретический и практический характер. Воспитанники являлись приходящими (платили 50 франков в год), полупансионерами (платили 200—250 франков) и пансионерами (платили 400—500 франков). Школ по специальным отраслям сельского хозяйства во Франции было только 18 (13 школ сыроварения, 2 птицеводства, 2 молочного хозяйства и 1 шелководства). Существовали 14 учебных хозяйств (fermes écoles) для подготовки обученных сельскохозяйственных рабочих практике. Организация их установлена законом еще в 1848 году. В 1852 году их было 70, в 1870 году — 52, но они находились в неудовлетворительном состоянии, несмотря на поддержку правительства, численность их постоянно сокращалась; к 1895 году их осталось 16. Фермы-школы основывались в частных хозяйствах, а хозяин являлся и директором школы. Хозяйство велось за его счет и риск. Ученики принимались в возрасте от 17 лет. Курс обучения продолжался 2—3 года и состояли в практических работах; теоретическое преподавание сводилось к минимуму и носило характер бесед. По окончании курса воспитанники, удостоенные диплома, получали премию в 300 франков. Государство выдавало за содержание каждого воспитанника по 270 франков на жалованье директору школы и низшему персоналу служащих (ответственному надзирателю, садовнику-воспитателю и другим), назначаемому директором. Считалось, что причина упадка этих школ была в том, что спрос на труд в сельском хозяйстве был очень велик; каждый рабочий мог найти работу в местных культурных хозяйствах, где он учился делу и мог заработать больше, чем в школе. Кроме того, многие директора смотрели на учеников с точки зрения интересов своего хозяйства, мало заботясь об их обучении. В 1898 году правительство затратило на содержание сельскохозяйственных школ 3 631 600 франков. Помимо специальных школ сельское хозяйство преподавалось, как обязательный предмет, в народных училищах и в нормальных школах (учительских семинариях). Широко было организовано распространение сельскохозяйственных знаний через посредство странствующих учителей.

## Сельскохозяйственная школа в Англии
Большая часть сельскохозяйственных школ в Англии являлись частными предприятиями. Для подготовки предпринимателей в области сельского хозяйства было открыто 10 колледжей, из которых 3 являлись целиком сельскохозяйственными школами, а 7 имели лишь сельскохозяйственные отделения. Низших сельскохозяйственных школ в Англии не было, кроме нескольких школ молочного хозяйства. При многих колледжах и некоторых университетах читались лекции сельского хозяйства.

## Сельскохозяйственная школа в США
Развитию сельскохозяйственного образования в США дал Акт Моррилла 1862 года, согласно которому каждое учебное заведение, включающее в свою программу сельскохозяйственное или техническое образование, получает в свое распоряжение значительный участок земли. В 1900 году насчитывалось 64 колледжа, в которых преподавалось сельское хозяйство, был и один совершенно самостоятельный сельскохозяйственный колледж. В большинстве случаев сельское хозяйство преподавалась в колледжах наряду с техническими науками. Многие сельскохозяйственные колледжи составляли часть университетов. Программы колледжей были весьма разнообразны; курс продолжался четыре года. Многочисленные опытные поля находились в связи с колледжами. Распространение сельскохозяйственных знаний среди массы сельского населения происходило помимо школы, через посредство многочисленных лекций, фермерских обществ и богатой специальной литературы.